# Michael Coleman (acteur)
Pour les articles homonymes, voir Coleman.
Michael Coleman est un acteur canadien né le 6 décembre 1973 à Vancouver en Colombie-Britannique.

## Filmographie

### Cinéma
- 2002 : The Water Game : Dave
- 2002 : Rêves d'androïde : Roualt
- 2003 : Air Bud superstar
- 2003 : The Delicate Art of Parking : l'homme en colère
- 2004 : Feu sur l'île mystique : Ippo
- 2005 : Ark, le dieu robot : Kiskin
- 2005 : Darkest Hour : Joseph
- 2006 : Honeymoon with Mom : Ryan
- 2006 : Alien Incursion : Bobby
- 2010 : Blood: A Butcher's Tale : Matt
- 2011 : Best Day Ever: Aiden Kesler 1994-2011 : le dirigeant
- 2016 : Thirty-Seventeen : Adam
- 2016 : Last Night in Suburbia : Ernie
- 2016 : Puppet Killer : Paul

### Télévision
- 1997-1999 : Millennium : Howard Gordon (3 épisodes)
- 1999 : Infinite Ryvius : Craate
- 1999 : Y2K : l'homme au café
- 2000 : Hamtaro : Stan
- 2001 : Project ARMS : Keith Black jeune
- 2001 : The Chris Isaak Show : Dennis (1 épisode)
- 2001 : Dragon Ball Z : Idasa et Mooki
- 2001 : Hikaru no go : Mitsura Mashiba
- 2001-2002 : Mary-Kate et Ashley : Kyle (3 épisodes)
- 2001-2003 : X-Men: Evolution : Sunspot et Roberto DaCosta (7 épisodes)
- 2002 : Dragon Drive : Mukai
- 2002 : My Guide to Becoming a Rock Star : un invité au mariage (2 épisodes)
- 2003 : Ring ni kakero : Ishimatsu
- 2003 : Inu-Yasha : Ippo (1 épisode)
- 2004-2005 : Gundam SEED : Yolant Kent (22 épisodes)
- 2005 : Stargate SG-1 : Med Tech (1 épisode)
- 2005 : Mega Man NT Warrior : Tom, BrightMan et Techno (47 épisodes)
- 2006 : Eureka : le livreur de pizza (1 épisode)
- 2007 : Blood Ties : Brent (1 épisode)
- 2007 : L'Ivresse du cœur : un employé
- 2007 : Psych : Enquêteur malgré lui : un étudiant (1 épisode)
- 2007 : Supernatural : Jack (1 épisode)
- 2008 : Hellsing Ultimate : Colonel (1 épisode)
- 2008 : Stargate Atlantis (1 épisode)
- 2008 : Un voisin trop charmant : Lewis
- 2008 : The Triple Eight : Roland et Oncle Eckhart (6 épisodes)
- 2010 : The Troop : Dr Skip Turner (1 épisode)
- 2010 : Il suffit d'un premier pas : un client
- 2011 : Fringe : Ben Killenburg (1 épisode)
- 2011 : Smallville : Bert Camp (1 épisode)
- 2011 : J. K. Rowling : La Magie des mots : le troll postier
- 2011 : Les Chassés-croisés de Noël : Tony
- 2011-2016 : Once Upon a Time : Joyeux (37 épisodes)
- 2012 : Level Up : Brian (1 épisode)
- 2013 : King and Maxwell : Hank Barnes (1 épisode)
- 2015 : Hipsterverse : Michael et le propriétaire du café (8 épisodes)
- 2017 : Cop and a Half 2 : Matthews